# Walter Neumann (Fabrikant)
Walter Neumann (* 13. Dezember 1892 in Friedberg; † 3. September 1948 in Blackburn) war ein deutschjüdischer Fabrikant und Fußball-Mäzen. Neumann wurde ein Arisierungsopfer, das nach England auswandern musste.

## Leben
Walter Neumann stammte aus einer deutschjüdischen Familie. Der begeisterte Fußballer spielte von 1908 bis 1912 bei Phoenix Karlsruhe in der Reservemannschaft. Als Soldat zog er sich im Ersten Weltkrieg eine schwere Augenverletzung zu. Walter Neumann war zusammen mit seinen Cousins Lothar und Fritz Adler Besitzer der Schuhfabrik J. & C.A. Schneider (JCAS), die 1911 von der Familie erworben worden war. In den 1920er und 1930er Jahren war JCAS einer der größten Hersteller von Schuhen in Europa und auch ein wichtiger Sponsor im deutschen und internationalen Fußball. Walter Neumann, genannt der „Schlappe-Stinnes“, war seit Oktober 1925 Mitglied der Eintracht Frankfurt. Er wurde sowohl vom Verein als auch vom Süddeutschen Verband in den folgenden Jahren mehrfach für sein Engagement ausgezeichnet. In der Festschrift „50 Jahre Eintracht“ von 1949 heißt es: 

„Der Mann, der die Eintracht führte, ohne auf dem Stuhl des Präsidenten zu sitzen, hieß Walter Neumann. Er besaß eine unbändige Lebenslust, aber sobald es um den Verein ging, wurde es bei ihm ernst.“

Nach dem Machtantritt der Nationalsozialisten wurde er am 20. Februar 1934 wegen eines vorgeblichen „Devisenvergehens“ verhaftet. Das veranlasste ihn, im Oktober 1935 mit seiner Familie nach Amsterdam zu flüchten. Für sein festgestelltes Vermögen in Höhe von 136.011 RM musste er eine „Reichsfluchtsteuer“ in Höhe von 34.003 RM bezahlen. Im Juni 1936 zog er von Amsterdam nach London, dort wohnten sie in der Regent-Street. Später zog die Familie nach Blackburn. Sein Cousin Fritz Adler wurde in der Reichspogromnacht 1938 verhaftet und in das KZ Buchenwald verschleppt. Ihm wurde gedroht, dass er nur bei einem Verkauf mit einer Entlassung aus dem KZ rechnen könne. Zermürbt, unterzeichneten die Adlers nach wenigen Wochen vor dem Frankfurter Notar Kurt Wirth den Verkaufsvertrag für JCAS.
In England nannten sich die Neumanns fortan „Newman“. Walter Newman gründete in Blackburn erneut eine Schuhfabrik, die bald eine der größten Schuhfabriken Großbritanniens wurde. Er war ein prominentes Mitglied der jüdischen Gemeinde und fand bei den Blackburn Rovers eine neue sportliche Heimat. Walter Neumann starb am 3. September 1948 in Blackburn.
Die von Walter Neumann in Blackburn gegründete Firma hat die Schuhproduktion erst 1999 eingestellt.
Walter Neumann war verheiratet mit Charlotte Neumann, sie hatten zwei Kinder: Hans (später Jack) und Manon.

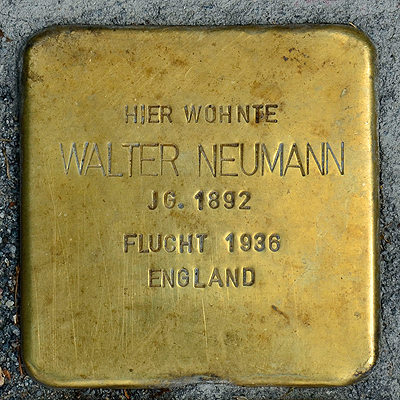
Stolperstein für Walter Neumann in Frankfurt am Main

## Ehrungen
- Goldene Ehrennadel der Eintracht Frankfurt (1950)
- Stolperstein vor dem Haus Kennedyallee 89, initiiert von Matthias Thoma, Leiter des Eintracht Frankfurt Museums, verlegt am 23. Juni 2014